# Maicol Verzotto
Maicol Verzotto (* 24. Mai 1988 in Brixen) ist ein italienischer Wasserspringer. Er startet für den Verein Bolzano Nuoto im 10-m-Turm- und Synchronspringen. Trainiert wird er von Franco Cagnotto.
Im Jahr 2009 nahm Verzotto in Rom erstmals an der Weltmeisterschaft teil, schied dort jedoch vom 10-m-Turm im Vorkampf aus. Bei der Europameisterschaft 2010 in Budapest wurde er mit Francesco Dell’Uomo Fünfter im 10-m-Synchronspringen. Im folgenden Jahr startete er bei der Europameisterschaft in Turin mit Maicol Scuttari, das Duo erreichte ebenfalls Rang fünf im 10-m-Synchronspringen. Verzotto nahm auch an der Weltmeisterschaft 2011 in Shanghai teil. Im Synchronspringen verpasste er mit Dell’Uomo als 13. das Finale knapp, auch im Einzel schied er nach dem Vorkampf aus.